# Caroline Polachek
Caroline Elizabeth Polacheck, född 20 juni 1985, är en amerikansk sångerska, låtskrivare och producent. Polachek grundade och spelade i bandet Chairlift som hade en hit med låten Bruises. Efter att bandet lagt ner 2017 startade hon de två soloprojekten Ramona Lisa och CEP. Men det var först under sitt eget namns debutalbum Pang från 2019 som hon slog igenom på riktigt, särskilt med singeln So Hot You're Hurting My Feelings. Albumet och dess uppföljare, Desire, I Want to Turn Into You från 2023 blev båda kritikerrosade.
Polachek har arbetat med artister som Blood Orange, Fischerspooner, Sbtrkt, Christine and the Queens, Charli XCX, Grimes och Dua Lipa. Hon har även skrivit material åt Beyoncé.
Hon har (mot sin vilja) kallats för en ny Kate Bush. The Guardian skrev att hon är på väg att bli en Kate Bush för Generation Z.

## Diskografi

### Album
- 2019 - Pang
- 2023 - Desire, I Want to Turn Into You

### Singlar
- 2019 - Door
- 2019 - Ocean of Tears
- 2019 - Parachute
- 2019 - So Hot You're Hurting My Feelings
- 2019 - Look at Me Now
- 2020 - Breathless
- 2021 - Bunny Is a Rider
- 2021 - Billions
- 2022 - Sunset
- 2022 - Welcome to my Island
- 2023 - Blood and Butter
- 2023 - Dang[8]